# Doug Herland
Douglas "Doug" John Herland (19. august 1951 - 26. marts 1991) var en amerikansk roer.
Herland var en del af den amerikanske toer med styrmand, der vandt bronze ved OL 1984 i Los Angeles. Han var styrmand i båden, hvis øvrige besætning var Kevin Still og Robert Espeseth. I finalen blev USA's båd besejret af Italien, der vandt guld, og af Rumænien, der fik sølv. Det var den eneste udgave af OL han deltog i.
Herland led af knoglesygdommen osteogenesis imperfecta, hvilket betød at han som voksen kun var 147 centimeter høj, hvilket gjorde ham velegnet til styrmands-rollen i roning. Han døde som 39-årig af komplikationer fra sygdommen.

## OL-medaljer
- 1984:  Bronze i toer med styrmand